# 洛奇5
是1990年上映的美国运动剧情片，洛奇系列电影第五部作品，1985年电影《洛基4：天下無敵》续集。影片由席維斯·史特龍编剧兼主演，塔利亚·夏尔、史泰龙儿子萨杰·史泰龙、拳王汤米·莫里森主演。莫里森扮演才华洋溢但行动生猛的拳击手，萨杰扮演洛奇的儿子小洛奇。负责导演第二部至第四部的史泰龙在本片中不再担任导演，改由第一部导演約翰·艾維森回归执导。艾维森曾凭借第一部赢得奥斯卡最佳导演奖。
影片获得普遍负面的评价，票房成绩比第四部低1.8亿美元。本片是塔利亚·夏尔和布吉斯·梅迪斯在《洛奇》系列的最后一次亮相。由于成绩惨淡，本片是联美参与的最后一部《洛奇》电影。2006年上映的第六部《洛奇：拳王再臨》相比之下获得较为正面的评价。史泰龙后来在外传《金牌拳手》和《金牌拳手：父仇》中回归出演洛奇。

## 剧情
莫斯科大战伊万·德拉戈告捷后，洛奇的身体出现了拳击遗留下来的并发症。洛奇、洛奇妻子阿德莉安、大舅子宝利和教练托尼·“公爵”·埃弗斯回到美国，得到洛奇儿子小罗伯特接机。在新闻发布会上，拳击联盟老板乔治·华盛顿·杜克打算刺激洛奇对阵自己门下的选手尤尼·康恩，但被洛奇拒绝。
回到家中，洛奇和阿德莉安发现他们破产了，原来宝利在洛奇会计的愚弄下签了一份“授权书”，会计把洛奇的钱用来投资房地产，结果失败了，无法支付洛奇过去六年的所得税，最终洛奇的豪宅以40万美元被抵押出去。律师告诉洛奇，只要再打几场拳赛，局面就可以逆转。洛奇一开始接受康恩的战书，但阿德莉安敦促他去看医生，结果他被诊断出中隔腔透明。洛奇就算不情愿，也只能宣布就此退役。
之后，洛奇变卖房子和所有家当，用来偿还债务，一家人回到费城的工人阶级社区居住。洛奇参观全能米克健身馆（Mighty Mick's Gym），这个地方已由老教练米奇·戈德米尔过继给儿子，目前年久失修。会想到之前和米奇的交情，洛奇灵机一动，决定自己当教练，重新开放健身馆。
洛奇和宝利找来俄克拉荷马的年轻拳手汤米·刚恩，提出给他当教练。训练汤米的时候，洛奇突然有了目标，汤米也晋升为头号竞争者。洛克训练汤米的时候，在学校被霸凌的罗伯特被忽视。罗伯特深知自己要学会自卫，于是结识了一群狐朋狗友，与家人的关系渐渐疏远。
后来尤尼·康恩赢下悬空的世界重量级冠军头衔。与此同时，华盛顿还是想安排洛奇和汤米一战，给汤米过上了奢靡的生活，告诉他洛奇是他冠军之路的为一障碍。洛奇坚持认为与华盛顿的交易会惨淡收场，导致汤米疏远了他。阿德莉安想安抚洛奇，但洛奇非常沮丧，说自己在训练汤米的时候重新找到人生意义。但阿德莉安说汤米从来没有体会到洛奇的内心想法，而且还有一些永远学不会的东西。意识到家人才是自己的优先考虑，洛奇向阿德莉安道歉，互相拥抱起来。洛奇之后向罗伯特致歉，和对方修补关系。
汤米在第一回合击败康恩，轻松拿下重量级冠军，但被在场观众嘲笑他抛弃洛奇，赛后被记者围追堵截。汤米把自己的胜利全部归功于乔治·华盛顿·杜克，结果招来媒体及粉丝更为严重的蔑视，纷纷说他是“花瓶冠军”，因为不是从洛奇手中拿下冠军。华盛顿告诉汤米，要想洗清外界的质疑，就必须和洛奇进行一场冠军捍卫战。华盛顿与汤米带着一群工作人员在当地酒吧里进行电视直播，怂恿洛奇接受比赛。洛奇拒绝接受，想和汤米讲道理，但被汤米骂懦夫，促使宝利支持洛奇。汤米揍了宝利几拳，洛奇提出当场进行街头大战，汤米不顾华盛顿的劝阻接受挑战。洛奇连续出拳，将汤米打倒在地，汤米站起身，从洛奇身后被他击倒在地。倒地的洛奇依稀听到米奇叫他站起身继续，于是在罗伯特、宝利和周围人的欢呼下站起身，击败了汤米。汤米被警察带走的时候，华盛顿说洛奇如果敢动他的话，就把他告上法庭。洛奇犹豫片刻，把他撞在警车的引擎盖上。
几个月后，洛奇和儿子罗伯特参观费城艺术博物馆，期间把米奇几年前送给自己的洛基·馬西安諾袖扣给了他。

## 演员
| 演員                             | 角色                                          | 介紹 |
| 席維斯·史特龍 Sylvester Stallone | 罗伯特·“洛奇”·巴博亚 Robert "Rocky" Balboa    | 外号“意大利公马”（The Italian Stallion），世界重量级拳王，因在上一部和伊万·德拉戈的比赛头部负伤，大脑受损，其后宣布退役，回到费城住，负责训练菜鸟拳手汤米·刚恩，帮他成名。                                                        |
| 塔利亚·夏尔 Talia Shire          | 阿德莉安·巴博亚 Adrian Balboa                 | 洛奇爱妻，在他的人生及拳击生涯中给过许多帮助。 |
| 伯特·扬 Burt Young               | 宝利·彭尼诺 Paulie Pennino                    | 阿德莉亚的哥哥，洛奇的内兄 |
| 塞吉·史泰龙 Sage Stallone        | 小罗伯特·“洛奇”·巴博亚 Rocky Balboa Jr.       | 洛奇和阿德莉安的独子，因为父亲顾着训练汤米·刚恩忽视自己而误入歧途。 |
| 汤米·莫里森 Tommy Morrison       | 汤米·“拳击机器”·刚恩 Tommy "The Machine" Gunn | 菜鸟拳击手，在洛奇的训练下成名。后来与洛奇闹不和，另寻教练。夺得世界重量级冠军后被外界羞辱，骂他背叛了洛奇，最终在非正式的街头大战中对阵洛奇，但输了。                                                                            |
| 布吉斯·梅迪斯 Burgess Meredith   | 米奇·古德米尔 Mickey Goldmill                 | 洛奇以前的教练，1920年代期间夺得雏量级冠军，在费城当地经营者一家拳击馆。已故。在本片中，米奇以倒叙镜头出现，当时洛奇回想起他在自己跟阿波罗·奎德二番战前的教诲                                                                     |
| 理查德·盖特 Richard Gant         | 乔治·华盛顿·杜克 George Washington Duke       | 拳击联盟老板，嗓门大，性格讨人厌。曾多次撮合洛奇重返擂台。后来成为汤米·刚恩的经纪人，帮助刚恩赢得世界重量级冠军。 |
| 托尼·伯顿 Tony Burton            | 托尼·“公爵”·埃弗斯 Tony "Duke" Evers          | 洛奇的朋友，阿波罗·奎迪前教练兼经纪人。 |
| 迈克尔·威廉斯 Michael Williams   | 尤尼·康恩 Union Cane                          | 卫冕世界重量级冠军，曾对战传奇选手洛奇，最终输给了汤米·刚恩。在现实生活中，威廉斯是一名拳击手，曾计划在本片上映一个月后和莫里森比赛，最终因为自己受伤而取消。那场比赛被宣传为“真康恩大战真刚恩”（The Real Cane vs. Gunn Match）。 |

除此之外，多位体育作家和拳赛分析师也客串亮相，包括阿尔·伯恩斯坦、斯坦·霍克曼（Stan Hochman）和阿尔·梅尔策（Al Meltzer），以及在每一部《洛奇》中扮演擂台报幕员的斯图·南汉（除了第六部和第七部）。道夫·龙格尔和卡爾·韋瑟斯在资料画面中扮演伊万·德拉戈和阿波罗·奎德（未列入演职员表）。在第三部中扮演“雷霆之唇”（Thunderlips）的霍克·霍肯出现在片尾字幕的静态照片中，为他和洛奇在第三部中的凝视（霍肯未列入演职员表）。在第一部中扮演街头小混混玛丽的乔迪·莱蒂齐亚（Jodi Letizia）原本会出镜，像洛奇预测那样成为妓女，但相关戏份最终被剪掉。在片尾的街头大战中，她曾短暂出现。在2006年的《洛奇：拳王再臨》中，乔迪以调酒师身份出场。彼时的她成为老年洛奇的红颜知己。演员杰拉尔丁·休斯也有亮相。后来凭借HBO电视剧《我家也有大明星》中凭借埃里克·墨菲一角出名的凱文·康諾利出演恶霸邻居小鸡（Chickie），是他表演生涯第一个角色。

## 制作

### 摄制
影片于1990年1月中旬开拍。部分场景在费城蓝色地平线拍摄，是1970年代费城的拳击比赛圣地。
后来被赠予费城的《洛奇3》洛奇雕塑原本矗立在光谱竞技场入口处，拍摄被搬回费城艺术博物馆。
布吉斯·梅迪斯扮演的米奇原本会在洛奇对阵汤米的时候出现，站在铁路桥桥顶，说一些振奋人心的话。相关画面在成片中被删除，改以倒叙镜头出现。米奇在倒叙镜头里根洛奇说的话出自1985年库斯·达马托的专访，当时迈克·泰森职业生涯首秀刚刚结束。
作为宣传手段，到格劳曼中国戏院参加影片首映礼的观众会获得片中戏份很重的金手套项链的复制品。
退役职业摔角手泰瑞·放克担任街头大战的动作指导。
在原版剧本中，洛奇在对阵汤米的比赛中死亡，倒在阿德莉安的怀里死去。据史泰龙会议，当时导演和制片方有其他想法，最终他修改了结局，因为洛奇系列讲的是持之以恒和救赎，安排主角在街头斗殴中死去有悖于系列的主题根基。

### 连续性变动
影片上映几年后，史泰龙承认洛奇因可能存在的致命脑损伤退役的设计不准确。在跟几位拳击医学专家探讨这段剧情后，他认为洛奇所受的伤是很轻微的脑损失，类似于很多拳击手遭受的长期脑震荡。按照现代的标准，这样情况也是可以进行拳击。
托尼·伯顿在影片开头回归出演杜克。然而在他的戏份里，洛奇叫他“托尼”，而不是“杜克”。而在演职员表中，伯顿的角色也被列为“托尼”（可能是为了避免和乔治·华盛顿·杜克的角色混淆）。这是洛奇电影第三次这么做，第一次是《洛奇2》中奎德问他“你到底在害怕什么，托尼？”，第二次是《洛奇4》中奎德在苏联接受激励谈话后，对他说“谢谢你，托尼”。到了《洛奇：拳王再臨》，伯顿的角色改名为“杜克·埃弗斯”（Duke Evers）。
史泰龙现实生活中的儿子萨杰·史泰龙扮演洛奇儿子。在上一部中，14岁的萨杰扮演了一位9岁的小孩子。这样一来，萨杰在本片中成为一名青少年，尽管本片的故事发生在上一部的几天后。

## 音乐
| 評論得分 | 評論得分 |
| 來源     | 評分     |
| -------- | -------- |
| AllMusic | [ 8 ]    |

影片未采用原创配乐，而是用了与影片相关的歌曲，包括乔伊·B·伊利斯、MC哈默、7A3、MC Tab、罗布·贝斯和比尔·康帝，多为说唱音乐，而不是比尔·康帝的配乐。另外，上一部的两首配乐出现在本片的预告片中，但未在原声带中出现。影片还采用亚伦·孟肯创作、艾爾頓·強表演的歌曲《The Measure of a Man》。
和上一部一样，《Gonna Fly Now》的演唱版全曲也没有出现，而是在开头洛基下飞机、结尾洛基击败汤米的时候以两个弦乐版本出现。另外钢琴独奏也在片中出现，包括洛奇从俄罗斯回来后与儿子交谈及财产被拍卖的场景。
| 曲序 | 曲目                          | 词曲                                                           | 表演                           | 时长 |
| ---- | ----------------------------- | -------------------------------------------------------------- | ------------------------------ | ---- |
| 1.   | That's What I Said            | MC Hammer                                                      | MC Hammer                      | 4:24 |
| 2.   | All You Gotta Do Is Sing      | Joey B. Ellis                                                  | Joey B. Ellis                  | 3:57 |
| 3.   | No Competition                | Eric Barrier & William Griffin                                 | Eric Barrier & William Griffin | 3:52 |
| 4.   | Go For It                     | Joey B. Ellis, Tynetta Hare, Michael Kelly & James Earley      | Joey B. Ellis & Tynetta Hare   | 4:14 |
| 5.   | Heart's on Fire               | Vince DiCola （ 英语 ： Vince DiCola） Ed Fruge Joe Esposito （ 英语 ： Joe Esposito (singer)） | John Cafferty                  | 4:14 |
| 6.   | Take You Back                 | Frank Stallone                                                 | Frank Stallone                 | 4:10 |
| 7.   | Home Sweet Home Live          | Sixx, Neil & Lee                                               | Justin Moore Cover Version     | 4:02 |
| 8.   | The Measure of a Man          | Alan Menken, Elton John, Tim Rice                              | Elton John                     | 4:03 |
| 9.   | Can't Stop the Fire           | Bill Conti                                                     | Bill Conti                     | 3:19 |
| 10.  | I Wanna Rock                  | Dee Snider                                                     | Twisted Sister                 | 3:06 |
| 11.  | That's the Way (I Like It)    | Harry Wayne Casey & Richard Finch                              | KC and the Sunshine Band       | 5:07 |
| 12.  | Thought U Were the One for Me |                                                                | Joey B. Ellis                  | 4:20 |
| 13.  | Keep It Up                    | Benito Benitez, John Garrett III & Durron Butler               | Snap!                          | 4:03 |
| 14.  | Feel My Power                 |                                                                | MC Hammer                      | 5:11 |

### 榜单排名
| 榜单（1991年）                    | 最高排名 |
| --------------------------------- | -------- |
| 澳大利亚（澳大利亚唱片业协会榜）  | 67       |
| 奧地利（奧地利Ö3專輯榜）          | 12       |
| 荷蘭（MegaCharts專輯榜）          | 41       |
| 德國（Media Control專輯榜）       | 12       |
| 瑞典（Sverigetopplistan專輯榜）   | 36       |
| 瑞士（Schweizer Hitparade專輯榜） | 11       |

## 评价

### 票房
尽管外界预测影片是1990年圣诞季的大热电影，但该片只在上映首周末位列票房榜第三位（仅次于《與狼共舞》和《小鬼當家》），之后就再没上榜。上映首周末票房最终为1400万美元，北美两地最终票房为4100万，仅为前作的三分之一。然而，影片海外票房是北美票房的两倍，高达7900万美元。全球票房共计1.2亿美元。

### 专业评价
汇总媒体烂番茄根据38条评论打出29%的腐烂度。网站共识写道：“如同这部判断失误的作品中的每个突如其来的情节发展那样，《洛奇5》重夺第一部工人阶级勇气的做法明显很做作，直接将这个常青树品牌拖进困境。”Metacritic根据16条评论打出55/100的平均分，表示“褒贬不一或口碑平平”。影院评分观众票选评级为“A”（评级从A+到F）。
1999年，《时代杂志》将影片列入20世纪最糟糕的100个点子榜单。《洛杉矶时报》认为影片是《洛奇》最好的一部续集。

### 奖项
影片在1990年金酸莓奖上获得最差电影、最差男主角（史泰龙）、最差剧本（史泰龙）、最佳女主角（夏尔）、最佳男配角（扬）、最差导演（艾維森）及最差原创歌曲（The Measure of a Man）七项提名。

## 其他媒体

### 续集
时隔16年，由史泰龙编剧、执导、主演的续集《洛奇：拳王再臨》上映。史泰龙认为，在两部电影上映期间，医学技术发展突飞猛进，《洛克5》提到的伤病没有以前想象的那样会令人衰弱，所以洛奇在续集中会得到一份“身体健康的证明”，再次踏上拳击台。续集获得普遍正面的评价，美国及海外票房分别为7000万美元和8500万美元。

### 电子游戏
2002年，Rage Software推出游戏《洛奇》，内容改编自前五部电影。
2004年，Venom Games推出游戏《洛奇传奇》，扩展了前五部的剧情。